# Servië op de Olympische Zomerspelen 1912
Servië nam voor het eerst deel aan de Spelen tijdens de Olympische Zomerspelen 1912 in Stockholm, Zweden. Twee atleten deden mee. Bij de volgende Spelen in 1920, zouden eventuele Servische atleten deelnemen als vertegenwoordigers van Joegoslavië.
Servië won geen medailles.

## Deelnemers en resultaten
(m) = mannen, (v) = vrouwen, (g) = gemengd

### Atletiek
| Olympiër           | Discipline   | Resultaat | Prestatie            |
| ------------------ | ------------ | --------- | -------------------- |
| Dušan Milošević    | 100m (m)     | series    | serie 8: 3de in 11,6 |
| Dušan Milošević    | 200m (m)     | DNS       | niet gestart         |
| Dragutin Tomašević | 10000m (m)   | DNS       | niet gestart         |
| Dragutin Tomašević | marathon (m) | DNS       | niet gestart         |
| Zivko Vastitsch    | marathon (m) | DNF       | niet gefinisht       |

Australazië · België · Bohemen · Canada · Chili · Denemarken · Duitsland · Egypte · Finland · Frankrijk · Griekenland · Groot-Brittannië · Hongarije · IJsland · Italië · Japan · Luxemburg · Nederland · Noorwegen · Oostenrijk · Portugal · Rusland · Servië · Turkije · Verenigde Staten · Zuid-Afrika · Zweden · Zwitserland